# Тайна (фильм, 1960)
«Тайна» (яп. 秘密, химицу; англ. The Secret) — японский фильм-драма режиссёра Миёдзи Иэки, вышедший на экраны в 1960 году. 

## Сюжет
Потеряв отца, Кэйити устраивается на работу в мастерскую и содержит всю семью. Из-за оплошности, вызванной добрыми побуждениями, у Кэйити образуется большая недостача в деньгах. Чтобы покрыть её, он нападает на кассиршу, возвращающуюся из банка, и отбирает у неё большую сумму денег. Робкий, застенчивый юноша, который вёл до сих пор скромный , обыденный образ жизни, вдруг становится разыскиваемым преступником. Он испытывает угрызения совести, раскаяние и старается искупить свою вину. Воспитательница яслей Мияко узнаёт о его преступлении и помогает ему начать новую жизнь. В финале картины Кэйити идёт к своей жертве — кассирше, чтобы возвратить отнятые у неё деньги. Та во весь голос кричит: «Бандит!»— и Кэйити арестовывают. Наконец-то он понял, как был наивен в своей доверчивости, его потрясает сознание того, что действительность не настолько снисходительна, чтобы принимать в расчёт его добрую волю.

## В ролях
- Синдзиро Эхара — Кэйити Такахаси
- Ёсико Сакума — Мияко
- Хироси Минами — Косукэ Тамура
- Исудзу Ямада — Сато Такахаси
- Норико Харуока — Тэруко Такахаси
- Кодзи Комори — Цугио Такахаси
- Кэйко Цукимура — Асаэ
- Фумитакэ Оомура — Мимура
- Харуэ Тонэ — Киё Контани
- Кодзи Киёмура — Фудзимото
- Кэндзи Усио — Фуруйя
- Харуми Сонэ — Ямаока
- Тайдзи Тонояма — Сёхэй Ямагиси

## Премьеры
— национальная премьера фильма состоялась 5 апреля 1960 года.

## Награды и номинации
Премия журнала «Кинэма Дзюмпо» (1961)
- Фильм выдвигался на премию «Кинэма Дзюмпо» в номинации за лучший фильм 1960 года, однако по результатам голосования занял лишь 21-е место.